# Санні-Айлс-Біч (Флорида)
Санні-Айлс-Біч (англ. Sunny Isles Beach) — місто (англ. city) в США, в окрузі Маямі-Дейд штату Флорида. Населення — 22 342 особи (2020).

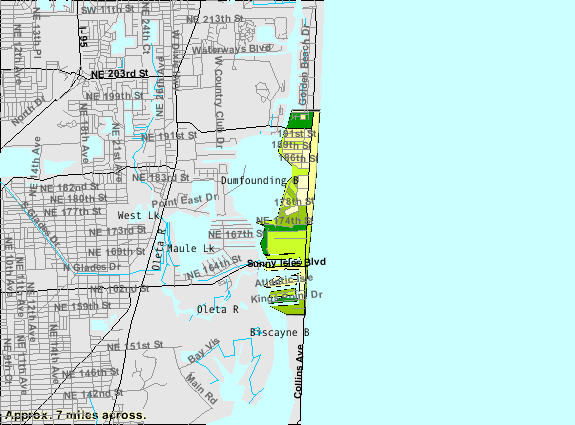
Межі міста на мапі східного Маямі-Біч

## Географія
Санні-Айлз-Біч фактично є північним передмістям Маямі-Біч, на півночі межує з містечком Голден-Біч, на заході — з містами Авентура, Норт-Маямі-Біч та Норт-Маямі. Зі сходу Санні-Айлз-Біч омивається водами Атлантичного океану, із заходу — береговим каналом. Саме місто розташоване на барі. Площа міста становить 3,7 км², з яких 1 км² (28,4%) займають відкриті водні простори.
Санні-Айлс-Біч розташоване за координатами 25°56′20″ пн. ш. 80°7′25″ зх. д. / 25.93889° пн. ш. 80.12361° зх. д. (25.938922, -80.123579).  За даними Бюро перепису населення США в 2010 році місто мало площу 4,71 км², з яких 2,63 км² — суходіл та 2,08 км² — водойми.

## Демографія
Згідно з переписом 2010 року, у місті мешкали 20 832 особи в 10 233 домогосподарствах у складі 5526 родин. Густота населення становила 4422 особи/км².  Було 18984 помешкання (4030/км²).
Расовий склад населення:
| - 90,6 % — білих - 3,2 % — чорних або афроамериканців - 1,4 % — азіатів - 0,2 % — корінних американців - 2,4 % — осіб інших рас |

До двох чи більше рас належало 2,2 %. Частка іспаномовних становила 44,4 % від усіх жителів.
За віковим діапазоном населення розподілялося таким чином: 15,1 % — особи молодші 18 років, 63,5 % — особи у віці 18—64 років, 21,4 % — особи у віці 65 років та старші. Медіана віку мешканця становила 43,5 року. На 100 осіб жіночої статі у місті припадало 90,9 чоловіків;  на 100 жінок у віці від 18 років та старших — 88,9 чоловіків також старших 18 років.
Середній дохід на одне домашнє господарство  становив 94 646 доларів США (медіана — 47 183), а середній дохід на одну сім'ю — 130 923 долари (медіана — 60 060). Медіана доходів становила 49 261 долар для чоловіків та 42 743 долари для жінок. За межею бідності перебувало 15,8 % осіб, у тому числі 19,1 % дітей у віці до 18 років та 18,9 % осіб у віці 65 років та старших.
Цивільне працевлаштоване населення становило 10 096 осіб. Основні галузі зайнятості: науковці, спеціалісти, менеджери — 18,3 %, фінанси, страхування та нерухомість — 14,1 %, освіта, охорона здоров'я та соціальна допомога — 13,6 %.

## Міста-побратими
- Нетанья, Ізраїль (26 квітня 2006)[3]